# New Polibasket San Bonifacio
La New Polibasket Associazione Sportiva Dilettantistica è la principale società di pallacanestro femminile di San Bonifacio (provincia di Verona).
È stata fondata nel 1967 e gioca alla palestra di via Sandri.

## Storia
Dal 1967 al 1973 la Polibasket San Bonifacio si occupò solo dell'attività giovanile. Si iscrisse in seguito alla Promozione, che vinse immediatamente. Poté così esordire in Serie C nel 1974. Nel 1980 la Polibasket conquistò la Serie B e dieci anni dopo la Serie A2.
Nel 1999 la società passò un periodo di crisi, che culminò con la retrocessione in B. La stagione successiva, però, acquistò il titolo della scomparsa Ferrara e ritornò in A2. Nel 2000-01 la Pakelo San Bonifacio conquistò il quinto posto. Nel 2001-02 si salvò ai play-out. La stagione successiva la squadra retrocede ai play-out, ma viene successivamente ripescata per la rinuncia di Scandiano.
Nel 2003-04, nel 2004-05 e nel 2005-06 conquista sempre il quinto posto. Nel 2006-07 la squadra scende fino al nono posto, ma si salva alla fine della stagione regolare.

## Cronistoria
| Cronistoria della New Polibasket San Bonifacio |
| --- |
| - 1967 · fondazione della Polibasket. - 1990-1991 · 11ª nel Girone Nord di Serie A2. - 1991-1997 - 1997-1998 · 5ª nel Girone A di Serie A2, ammessa alla nuova Serie A2. - 1998-1999 · 12ª nel Girone A di Serie A2, retrocessa in Serie B.. - 1999-2000 - 2000 · diventa New Polibasket San Bonifacio. - 2000-2001 · 6ª nel Girone A di Serie A2. - 2001-2002 · 11ª nel Girone A di Serie A2, 4ª nel Girone 2 di Poule Retrocessione. - 2002-2003 · 12ª nel Girone Nord di Serie A2, perde i play-out, retrocessa e poi ripescata. - 2003-2004 · 5ª nel Girone Nord di Serie A2, partecipa ai play-off. - 2004-2005 · 10ª nel Girone A di Serie A2. - 2005-2006 · 5ª nel Girone Nord di Serie A2. - 2006-2007 · 9ª nel Girone Nord di Serie A2. - 2007-2008 · 11ª nel Girone Nord di Serie A2, salva ai play-out. - 2008-2009 · 14ª nel Girone Nord di Serie A2, retrocessa in Serie B d'Eccellenza. - 2009-2012 - 2012-2013 · 11ª nel Girone B di Serie A3, salva ai play-out. - 2013-2014 · 6ª nella Conference Nord-Est di Serie A3, 13ª nella Poule Retrocessione, non ammessa alla stagione successiva. |